# Génna (Réthymnon)
Génna, en grec moderne : Γέννα, est un village du dème d'Amári, dans le district régional de Réthymnon de la Crète, en Grèce. Selon le recensement de 2011, la population de Génna compte 25 habitants.
Le village est situé à une distance de 31 km de Réthymnon, à une altitude de 430 mètres.

## Recensements de la population
| Recensements | 1900 | 1920 | 1928 | 1940 | 1951 | 1961 | 1971 | 1981 | 1991 | 2001 | 2011 |
| ------------ | ---- | ---- | ---- | ---- | ---- | ---- | ---- | ---- | ---- | ---- | ---- |
| Population   | 11   | 81   | 83   | 87   | 101  | 86   | 50   | 36   | /    | 29   | 25   |

## Source de la traduction
- (el) Cet article est partiellement ou en totalité issu de l’article de Wikipédia en grec moderne intitulé « Γέννα Ρεθύμνους » (voir la liste des auteurs).